# Hogstads socken
Hogstads socken i Östergötland ingick i Göstrings härad, ingår sedan 1971 i Mjölby kommun och motsvarar från 2016 Hogstads distrikt.
Socknens areal är 26,11 kvadratkilometer, varav 26,08 land. År 2000 fanns här 556 invånare. Tätorten Hogstad med sockenkyrkan Hogstads kyrka ligger i denna socken. 

## Administrativ historik
Hogstads socken har medeltida ursprung.
Vid kommunreformen 1862 övergick socknens ansvar för de kyrkliga frågorna till Hogstads församling och för de borgerliga frågorna till Hogstads landskommun. Landskommunen inkorporerades 1952 i Folkunga landskommun och ingår sedan 1971 i Mjölby kommun. Församlingen uppgick 2006 i Väderstads församling.
1 januari 2016 inrättades distriktet Hogstad, med samma omfattning som församlingen hade 1999/2000.  
Socknen har tillhört samma fögderier och domsagor som socknens härader.  De indelta soldaterna tillhörde  Första livgrenadjärregementet, Ombergs kompani och Andra livgrenadjärregementet, Skenninge kompani.

## Geografi
Hogstads socken ligger väster om Mjölby. Socknen är slättbygd i norr och skogsbygd i söder.

## Gårdar
Socknen bestod av gårdarna Belstorp, Bocketorp (Västanå), Finketorp, Grönlund, Stora Gullstigen, Hogstad, Kolstorp, Krakstad, Kummelby, Källeryd, Lilla Ljuna, Stora Ljuna, Mjärdevi, Mörby, Salvetorp, Tibbeshög och Torp.

## Fornlämningar
Kända från socknen är åtta gravfält med stensättningar och fem kilometer av stensträngar från järnåldern. En runristning är antecknad härifrån.

## Namnet
Namnet (1282 Hukstadum) kommer från kyrkbyn. Förleden är oklar. Efterleden är sta(d), 'ställe'.

## Befolkningsutveckling
| Befolkningsutvecklingen i Hogstads socken 1810–1990                                                      | Befolkningsutvecklingen i Hogstads socken 1810–1990 | Befolkningsutvecklingen i Hogstads socken 1810–1990 | Befolkningsutvecklingen i Hogstads socken 1810–1990 | Befolkningsutvecklingen i Hogstads socken 1810–1990 |
| --- | --------------------------------------------------- | --------------------------------------------------- | --------------------------------------------------- | --------------------------------------------------- |
| |                                                     |                                                     |                                                     |                                                     |
| År |                                                     |                                                     | Folkmängd                                           |                                                     |
| 1810 | 1810                                                |                                                     | 728                                                 |                                                     |
| 1820 | 1820                                                |                                                     | 737                                                 |                                                     |
| 1830 | 1830                                                |                                                     | 841                                                 |                                                     |
| 1840 | 1840                                                |                                                     | 883                                                 |                                                     |
| 1850 | 1850                                                |                                                     | 899                                                 |                                                     |
| 1860 | 1860                                                |                                                     | 866                                                 |                                                     |
| 1870 | 1870                                                |                                                     | 955                                                 |                                                     |
| 1880 | 1880                                                |                                                     | 903                                                 |                                                     |
| 1890 | 1890                                                |                                                     | 870                                                 |                                                     |
| 1900 | 1900                                                |                                                     | 827                                                 |                                                     |
| 1910 | 1910                                                |                                                     | 852                                                 |                                                     |
| 1920 | 1920                                                |                                                     | 853                                                 |                                                     |
| 1930 | 1930                                                |                                                     | 838                                                 |                                                     |
| 1940 | 1940                                                |                                                     | 694                                                 |                                                     |
| 1950 | 1950                                                |                                                     | 612                                                 |                                                     |
| 1960 | 1960                                                |                                                     | 532                                                 |                                                     |
| 1970 | 1970                                                |                                                     | 486                                                 |                                                     |
| 1980 | 1980                                                |                                                     | 602                                                 |                                                     |
| 1990 | 1990                                                |                                                     | 580                                                 |                                                     |
| Anm: Källor: Umeå universitet - Tabellverket 1749-1859, Demografiska databasen, CEDAR, Umeå universitet. |                                                     |                                                     |                                                     |                                                     |

### Fotnoter
1. 1 2  Svensk Uppslagsbok andra upplagan 1947–1955: Hogstad socken
2. 1 2  Harlén, Hans; Harlén Eivy (2003). Sverige från A till Ö: geografisk-historisk uppslagsbok. Stockholm: Kommentus. Libris 9337075. ISBN 91-7345-139-8
3. ↑  ”Församlingar”. Statistiska centralbyrån. https://www.scb.se/hitta-statistik/regional-statistik-och-kartor/regionala-indelningar/forsamlingar/. Läst 30 december 2022.
4. ↑  Administrativ historik för Hogstad socken (Klicka på församlingsposten). Källa: Nationella arkivdatabasen, Riksarkivet.
5. 1 2  Sjögren, Otto (1931). Sverige geografisk beskrivning del 2 Östergötlands, Jönköpings, Kronobergs, Kalmar och Gotlands län. Stockholm: Wahlström & Widstrand. Libris 9939
6. 1 2  Nationalencyklopedin
7. ↑  Hogstads socken i Anton Ridderstad, Historiskt, geografiskt och statistiskt lexikon öfver Östergötland (1875–1877)
8. ↑  Fornlämningar, Statens historiska museum: Hogstads socken
9. ↑  Fornminnesregistret, Riksantikvarieämbetet: Hogstads socken Fornminnen i socknen erhålls på kartan genom att skriva in sockennamn (utan "socken") i "Ange geografiskt område"
10. ↑  Mats Wahlberg, red (2003). Svenskt ortnamnslexikon. Uppsala: Institutet för språk och folkminnen. Libris 8998039. ISBN 91-7229-020-X. https://isof.diva-portal.org/smash/get/diva2:1175717/FULLTEXT02.pdf